# Serpentinimonas maccroryi
Serpentinimonas maccroryi es una bacteria gramnegativa del género Serpentinimonas. Fue descrita en el año 2021. Su etimología hace referencia a D. McCrory, propietario de la reserva natural donde se ha aislado. Tiene forma de bacilo y es móvil por flagelo polar. Forma colonias de color claro, opacas. Temperatura de crecimiento entre 18-37 °C, óptima de 30 °C. Catalasa positiva. Se ha aislado de zonas terrestres serpentinizadas.